# 青木卓司
青木 卓司（あおき たくじ、1948年6月4日 - ）は、福岡県北九州市出身の日本の俳優。旧芸名は青木 卓（あおき たく）。御麿プロダクション所属。

## 来歴・人物
株式会社仕事、横島事務所、坂東事務所と順に所属を経て、現在は御麿プロダクション所属。
1967年に東映東京演技課俳優部に入社し、高倉健の付き人を1968年から1985年まで務め、1970年頃より東映の俳優としてキャリアをスタートさせる。
主にヤクザ映画に端役で出演していたが1970年代から1980年代の現代劇テレビドラマでは犯人役などを数多く演じ、1990年代からは刑事役としても活躍している。

## 主な出演作品

### 映画
- 昭和残侠伝 死んで貰います（1970年、東映） - 寺田組仔分C
- 捨て身のならず者（1970年、東映） - 大村
- 夜遊びの帝王（1970年、東映）
- 日本侠客伝 昇り龍（1970年、東映） - 三次
- 昭和残侠伝 吼えろ唐獅子（1971年、東映） - 信吉
- 日本やくざ伝 総長への道（1971年、東映） - 電報配達夫
- 任侠列伝 男（1971年、東映） - 人夫
- 新網走番外地 吹雪の大脱走（1971年、東映） - 末広グループ
- 昭和おんな博徒（1972年、東映） - 緑川
- 純子引退記念映画 関東緋桜一家（1972年、東映）
- 博奕打ち外伝（1972年、東映） - 車夫
- 新網走番外地 嵐呼ぶダンプ仁義（1972年、東映） - 中野隆
- 狂走セックス族（1973年、東映） - 雪夫
- 現代任侠史（1973年、東映） - 井上
- 直撃! 地獄拳（1974年、東映） - 監守
- 三代目襲名（1974年、東映） - 梶原清晴
- 学生やくざ（1974年、東映）
- 日本任侠道 激突篇（1975年、東映） - 源太
- 新幹線大爆破（1975年、東映） - 新幹線の乗客
- 君よ憤怒の河を渉れ（1976年、東映） - 警官
- キンキンのルンペン大将（1976年、東映） - オカマ
- 爆発! 750cc族（1976年、東映）
- 暴力教室（1976年、東映） - トラック運転手
- 安藤昇のわが逃亡とSEXの記録（1976年、東映） - アベックの男
- 八甲田山（1977年、東映） - 沢田留吉
- 新・女囚さそり 特殊房X（1977年、東映）
- 冬の華（1978年、東映）
- 野性の証明（1978年、東映） - 風間
- 日蓮（1979年、松竹） - 少輔房
- 動乱（1980年、東映）
- 遙かなる山の呼び声（1980年、東映） - 刑事
- さらば、わが友 実録大物死刑囚たち（1980年、東映）
- 駅 STATION（1981年、東映）
- 植村直己物語（1985年、東映）
- 刑事物語5 やまびこの詩（1987年、東映） - 島田刑事
- 激動の1750日（1990年、東映） - 赤木欣也
- 浪人街（1990年、松竹） - 馬方権三
- 陽炎2（1996年、松竹）
- 時雨の記（1998年、東映）
- COACH コーチ 40歳のフィギュアスケーター（2010年） - 花輪大輔

など

### テレビドラマ
- プレイガール 第36話「女の肌は二度燃える」（1969年、12ch / 東映）
- ゴールドアイ（1970年、NTV / 東映） 
  - 第5話「恐怖の遊戯」
  - 第8話「地獄へのパスポート」
  - 第17話「羽田発＝福岡行101便」
- キイハンター 第250話「サイコロＧメン生首千両箱」（1973年、TBS / 東映）
- 非情のライセンス（1973年、NET / 東映）
  - 第1話「兇悪の門」 - 受刑者
  - 第10話「兇悪の骨」
- はぐれ刑事（1975年、NTV / 国際放映） - 山本刑事
- ザ★ゴリラ7 第6話「お湯に群がる野獣ども」（1975年、NET / 東映）
- 徳川三国志 第18話「美女の罠を砕け!」（1975年、NET / 東映） - 漁師
- 新宿警察 第1話「新宿24時」（1975年、CX / 東映）
- Gメン'75（TBS / 東映）
  - 第62話「深夜放送ジャック」（1976年）
  - 第81話「灰色高官殺人事件」（1976年）
  - 第82話「刑法240条 強盗殺人罪」（1976年） - トラック運転手
  - 第95話「殺人完了電話」（1977年） - 井野正一
  - 第110話「警視庁宮ノ森交番のトリック」（1977年）
  - 第112話「宇宙食の恐怖」（1977年）
  - 第122話「18才ひと夏の経験」（1977年） - レストランアローのマスター
- 大都会シリーズ（NTV / 石原プロ）
  - 大都会 闘いの日々 第10話「憎しみの夜に」（1976年） - アキオ
  - 大都会 PARTII 第50話「射殺命令」（1977年） - 吉田次郎
  - 大都会 PARTIII（1978年）
    - 第9話「高層の狙撃者」 - 若杉幸治
    - 第45話「深夜の殺人者」 - 中原健治
- 大鉄人17 第3話「消えたワンセブン 謎のヘルメット」（1977年、TBS） - バス運転手
- 金曜ドラマ あにき（1977年、TBS） - 梅田公次
- 太陽にほえろ! 第327話「爆弾」（1978年、NTV / 東宝） - 今西秀一
- 吉宗評判記 暴れん坊将軍 第22話「天下を支える友情」（1978年、ANB / 東映） - 捨松
- 不毛地帯 第1話（1979年、毎日放送） - 堀少尉
- 桃太郎侍（NTV / 東映）
  - 第116話「雪に舞い散る母子唄」（1979年）
  - 第151話「白い肌に御用心」（1979年）
- 同心部屋御用帳 新・江戸の旋風 第26話「猫が小判を持って来た」（1980年、CX / 東宝） - 源助
- 土曜ワイド劇場（ANB / 東映）
  - 帝銀事件 大量殺人 獄中三十二年の死刑囚（1980年）
  - 幽霊シリーズ 第8作（1984年）
  - 考古学者シリーズ 第4作（1988年）
  - ビキニライン殺人事件「体毛は語る!?事件記者の新妻がけなげに挑戦!」（1988年） - 刑事
  - 探偵事務所 第2作（1995年）
  - 森村誠一の終着駅シリーズ 第5作「誇りある被害者」（1996年） - 刑事
  - 森村誠一の終着駅シリーズ 第6作「人間の十字架」（1996年） - 山上刑事
  - 森村誠一の終着駅シリーズ 第7作「街 新宿 - 伊豆連鎖殺人の謎!」（1997年） - 刑事
  - 山村美紗サスペンス 愛の摩周湖殺人事件（1998年）
  - 警視庁女性捜査班 第2作（2000年）
  - 森村誠一の終着駅シリーズ 第13作「殺人の赴任」（2001年） - 刑事
- 西部警察（ANB / 石原プロモーション）
  - 第28話「横浜ベイ・ブルース」（1980年） - 前島
  - 第48話「別離のブランデーグラス」（1980年） - 木山丈治
- 大激闘 マッドポリス'80 第7話「地下銀行襲撃」（1980年、NTV / 東映） - 次郎
- 江戸の朝焼け 第28話「春はあけぼの」（1981年、CX / 東宝） - 板倉直久
- ザ・サスペンス「松本清張の時間の習俗」（1982年、TBS / 大映テレビ）
- 火曜サスペンス劇場（NTV）
  - 高校野球殺人事件（1982年）
  - 六月の花嫁シリーズ 第3作「花嫁は眠れない」（1987年）
  - 名無しの探偵 第8作「彼女の人生」（1992年）
  - 弁護士・朝日岳之助 第11作（1998年）
- 海にかける虹～山本五十六と日本海軍（1983年、TX）
- 時代劇スペシャル 夕陽の用心棒（1983年、CX / 松竹） - 伊兵衛
- 刑事物語'85 第3話「裏口入学殺人事件」（1985年、NTV / ユニオン映画）
- 澪つくし（1985年、NHK連続テレビ小説）
- 木曜ドラマストリート 殺し屋にラブソングを（1986年、CX） - 警官
- 金曜女のドラマスペシャル（CX）
  - 日下圭介「黒い葬列」（1986年） - 電気屋
  - 雨の日の訪問者（1986年） - 刑事
- 武田信玄（1988年、NHK大河ドラマ） - 若槻主馬
- 男と女のミステリー 海に消えた女 妹の危篤を聞きつけ帰国すると､妹は殺人犯となっていた｡（1989年、CX） - 寿司屋の大将
- 神谷玄次郎捕物控 第3話（1990年、KTV / 松竹）
- 仕掛人・藤枝梅安 スペシャル「梅安二人旅」（1991年、CX / 国際放映） - 下駄屋の金造
- 横溝正史スペシャル 金田一耕助の傑作推理（TBS / 東阪企画） 
  - 第12作「魔女の旋律」（1991年）
  - 第21作「悪魔の花嫁」（1995年）
- 鬼平犯科帳 第3シリーズ 第19話「密偵たちの宴」（1991年、CX / 松竹） - 密偵 豆岩
- 七人の女弁護士 第4話「不倫殺人!ラブホテルで覗かれた人妻の秘密…」（1991年、ANB）
- 往診ドクターの事件カルテ 第5話「女湯は急患です」（1992年、ABC）
- 金曜ドラマシアター 鍵師 第1作「愛する人のために天才鍵師が立ち上がった!」（1993年、CX） - 権藤の部下
- 八丁堀捕物ばなし（CX / 映像京都）
  - 第1シリーズ（1993年） 
    - 第3話「花あらし」
    - 第6話「同心の恋」

  - 第2シリーズ（1996年）
    - 第1話「江戸の雪どけ」
    - 第7話「黄八丈」
- 時代劇スペシャル 荒木又右衛門〜男たちの修羅（1994年、TX）
- 月曜ドラマスペシャル　刑事ガンさんシリーズ 第6作「京都平安絵巻殺人事件」（1995年、TBS / 松竹）
- その灯は消さない（1996年、CX / 東海テレビ）
- 水戸黄門 第25部 第32話「嫁と認めぬ頑固者 -八戸-」（1996年、TBS / C.A.L） - 六助
- 月曜ミステリー劇場 監察医・薮野善次郎 第3作「死体は知っている」（1997年、TBS）
- 御家人斬九郎 第2シリーズ 第8話「賞金桜」（1997年、CX / 映像京都） - 女郎屋の主人
- 大岡越前 第15部 第8話「花嫁割いた母ふたり」（1998年、TBS / C.A.L）
- 隠密奉行朝比奈 第1シリーズ 第4話「信濃路逃避行 狙われた姫君」（1998年、CX / 東映） - 中山勘解由
- 赤穂浪士（1999年、TX） - 長助
- はみだし刑事情熱系 PARTIV 第15話「危険なくちびるの罠!哀しみの殺人目撃者」（2000年、ANB / 東映） - 藤倉久男 役
- 時代劇ロマン / 一絃の琴（2000年4月3日、NHK総合）
- 火曜時代劇 盤嶽の一生 第5話（2002年、CX / 映像京都） - 幸兵衛

など

### その他
- ピンスポ!（2021年、東映チャンネル） - インタビュー出演
- 書籍「高倉健 みんなが愛した最後の映画スター」意外な素顔編（2022年8月16日、河出書房新社）